# Glanz-Renette
Die Glanz-Renette oder Glanzreinette ist eine im 19. Jahrhundert gezüchtete Apfelsorte. Sie hat ihren Namen nach der glänzenden Schale und zählte um die Jahrhundertwende zu den beliebtesten Tafeläpfeln.
Im Standardwerk von Theodor Engelbrecht Illustriertes Handbuch der Obstkunde (1889) ist sie als Nr. 334 auf Seite 376 beschrieben. Manche Pomologen ordneten sie den Kantäpfeln zu, andere sehen Verwandtschaft zu den Calville-Sorten.